# Polisradio

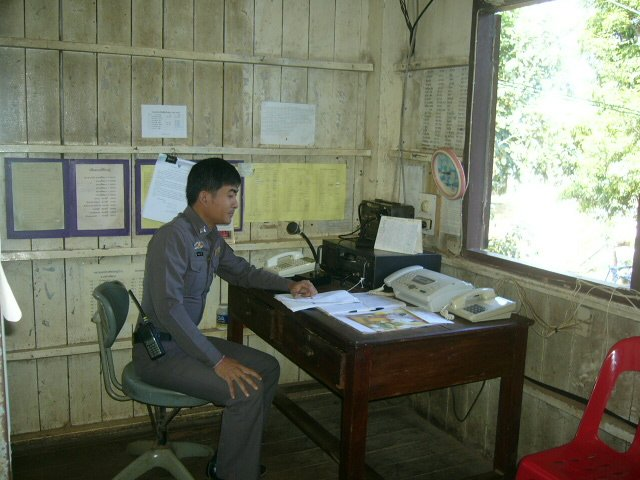
Thailändsk polisradiooperatör. År 2004.

Polisradio är radiokommunikation som poliser använder i sitt arbete. 

## I Sverige
I Sverige förstatligades polisväsendet år 1965. Man gjorde då en översyn av de tekniska hjälpmedel som användes. Beslut togs om ett gemensamt radiosystem för hela riket. Det första system som etablerades benämndes System 70 (S70) och gick i drift mellan 1970 och 1972. Därefter följde System 80 (S80) i drift 1984, System 70M (S70M) i drift 1992 och slutligen RAKEL i drift 2011.
Från 2006 till 2010 byggdes kommunikationssystemet RAKEL ut i sju etapper. Detta moderna radiossystem är helt digitalt, krypterat och kan inte avlyssnas av utomstående.

### Avlyssning
Journalister och fotografer brukade förr lyssna på polisens, ambulansens och brandkårens radio för att få förstahandsinformation. Den enklaste mottagaren för polisradioavlyssning är en superregenerativmottagare. Byggsatser till sådana har sålts av postorderföretag. En vanlig rundradiomottagare för FM-bandet är konstruerad så att en liten transistoroscillator kan anslutas till antennen, varvid polisens frekvens kan överföras till FM-bandet med godtagbart resultat. En annan variant är de konvertrar som salufördes på 1960- och 1970-talen innan skannermottagare utvecklades. Numera används oftast skanner som förutom mottagning av polisens radio även kan ta in radio från en mängd andra frekvenser.

## Galleri

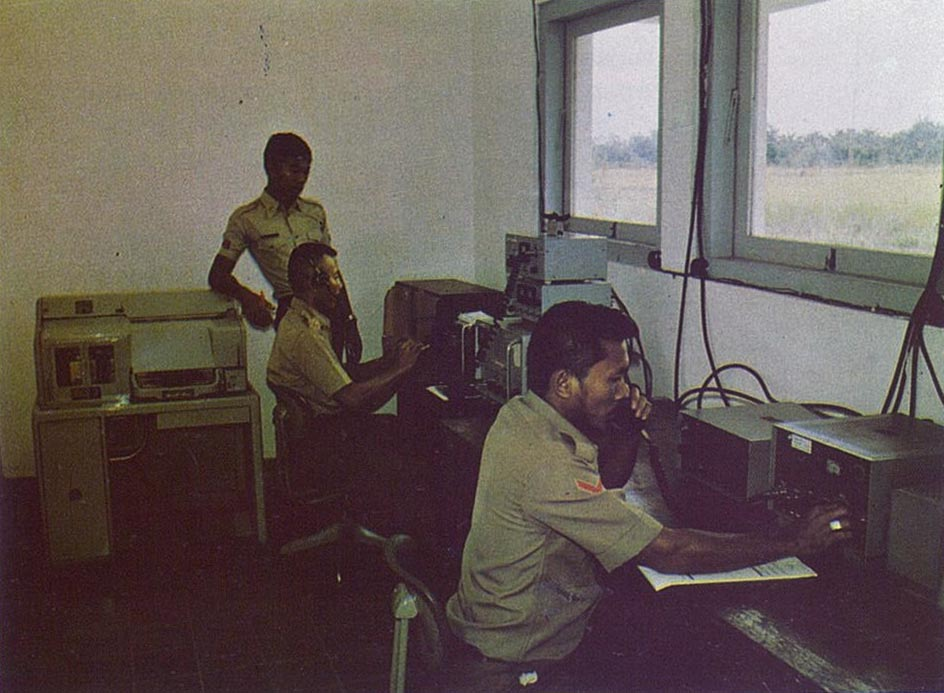
Polis i Indonesien, cirka 1976.
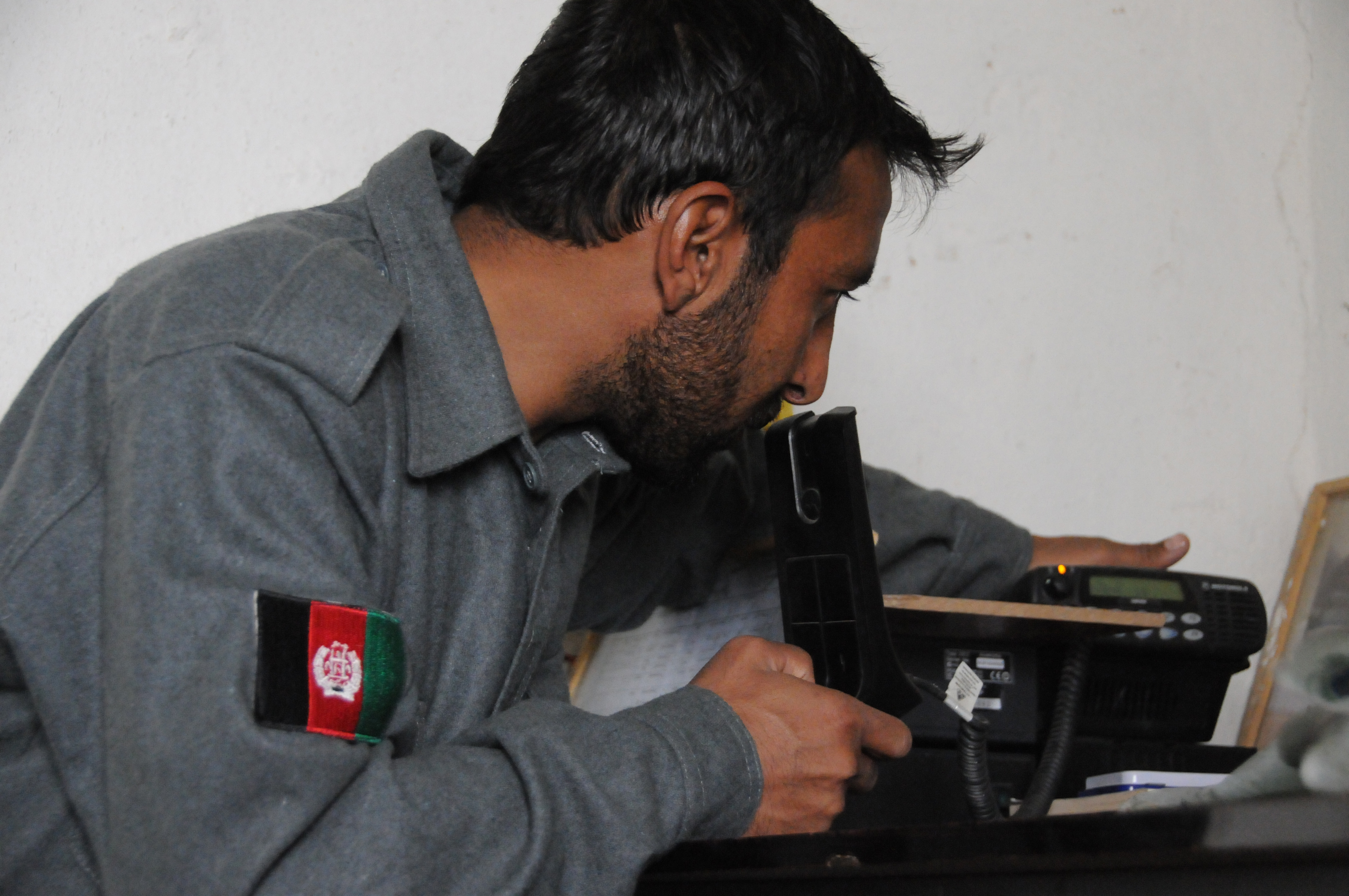
Afghansk polis i Ghazni, 2009.